# Chroniosaurus
Chroniosaurus ist eine Gattung urtümlicher reptiliomorpher Landwirbeltiere, deren Fossilien in kontinentalen Sedimentgesteinen des Oberperms von Russland entdeckt wurden. In dem am häufigsten belegten Vertreter der Chroniosuchia bildeten die für diese Gruppe typischen mit der Wirbelsäule verbundenen Hautknochenplatten (Osteoderme) einen Panzer, der den Großteil der Körperrückseite abdeckte.

## Merkmale
Die permischen Chroniosuchiden unterscheiden sich nur in wenigen Merkmalen voneinander: Im Vergleich zu Suchonica und Uralerpeton hatten die vor dem Beckengürtel gelegenen Osteoderme von Chroniosaurus ein hohes Verhältnis von (transversaler) Breite zu (axialer) Länge. Im Unterschied zu den ebenfalls breiten Hautknochenplatten von Jarilinus und Chroniosuchus war die Ornamentierung der Außenseite vornehmlich durch rundliche bis ovale Pusteln gekennzeichnet (Golubev 1998a, b, 1999). Der Schädel wies zum Teil ebenfalls eine pustuläre Skulptur auf und zeigte einen im Vergleich zu Chroniosuchus großen Augenabstand (Tverdokhlebova 1972, Golubev 1998b, 2000).
Anders als in Rekonstruktionen von Chroniosaurus dargestellt, ließen die Gelenkverbindungen zwischen aufeinander folgenden Platten teils ein beträchtliches Maß an seitlicher Biegung des segmentierten Panzers zu (Golubev 1998a). Die Bauchseite des Rumpfes war wie bei Chroniosuchus und manchen Temnospondyliern mit einem System verknöcherter Spindelschuppen besetzt (Ivakhnenko & Tverdokhlebova 1980).

## Arten und biostratigraphische Bedeutung
- Typus-Art Chroniosaurus dongusensis Tverdokhlebova, 1972
- Chroniosaurus levis Golubev, 1998, Synonym Jugosuchus boreus

Besonders die Lokalität Dongus-6 in der Oblast Orenburg hat im Verband erhaltene Teilskelette von C. dongusensis hervorgebracht, die die vollständigsten bekannten Funde von Chroniosuchiern darstellen (vgl. Golubev 2000).
C. levis unterscheidet sich von C. dongusensis lediglich darin, dass die Pusteln der ornamentierten Außenseite der Osteoderme häufig kammartig (pektinat) miteinander verwachsen sind. Da die so als C. levis ausgewiesenen Funde in etwas jüngeren Sedimentgesteinsschichten als C. dongusensis auftreten und zwischen den beiden morphologisch definierten Arten eine Vorfahren-Nachfahren-Beziehung als wahrscheinlich gilt, werden sie auch zur biostratigraphischen Untergliederung genutzt. Die Proelginia-permiana-Zone des Severodvinian-Horizont, einer Gesteinseinheit der russischen Oberperm-Abfolge, wird demnach in eine ältere Chroniosaurus-dongusensis-Subzone und eine jüngere Chroniosaurus-levis-Subzone untergliedert (Golubev 1998b).